# Eremogone globuliflora
Eremogone globuliflora là loài thực vật có hoa thuộc họ Cẩm chướng. Loài này được (Rech.f.) Ikonn. mô tả khoa học đầu tiên năm 1990.